# Nomioides kenyensis
Nomioides kenyensis is een vliesvleugelig insect uit de familie Halictidae. De wetenschappelijke naam van de soort is voor het eerst geldig gepubliceerd in 2005 door Pesenko & Pauly.